# Cerzat
 Cerzat  es una población y comuna francesa, situada en la región de Auvernia, departamento de Alto Loira, en el distrito de Brioude y cantón de Lavoûte-Chilhac.

## Demografía
| 240 | 226 | 186 | 184 | 193 | 197 |
| Para los censos de 1962 a 1999 la población legal corresponde a la población sin duplicidades (Fuente: INSEE [Consultar]) |     |     |     |     |     |